# Грејпфрут
Грејпфрут или грејп (лат. Citrus × paradisi) је суптропска биљка, која је хибрид цитруса, а узгаја се због плода. Грејпфрут је зимзелено дрво. Цветови су бели, петочлани, а плод је хесперидијум. Земља порекла ове биљке је Барбадос.

### Фармаколошке интеракције
Грејпфрут  или  грејпфрутов сок  значајно  утиче на  концентрацију  многих лекова  датих  per os,  при чему  могу да  настану бројни  штетни  ефекти. Интеракције  са  различитим лековима  настају после  узимања  и  само  једне чаше сока,  а  ефект траје  и  неколико дана.  Ефект  настаје као  супресија  активности цитохром  П450  изоензима цитохром П3А4 у зиду  танког  црева. Латински  назив  грејпфрута Citrus  paradisi  у потпуној  је  супротности са  ефектима  које може да  изазове  истовремена примена  грејпфрута  и разних  лекова.  Неопходно је  избегавати  истовремено узимање  грејпфрута  и оних  лекова  чију фармакокинетику мењају активни  принципи  који се  налазе  у том  воћу.  Обојени грејпфрут  садржи  мање количине  фуранокумарина,  али не постоје  разлике  у настанку  и  интензитету фармакокинетичке  интеракције  са лековима  у  односу на  боју  грејпфрута. Други  представници  цитруса (наранџа,  лимун)  немају такве ефекте,  али  неке друге  врсте  воћа (нар,  звезда воће,  банпеију) испољавају  инхибиторни  ефект на  активност цитохром  П450 изоензима.